# Karol Kalita
Karol Kalita de Brenzenheim, ps. „Rębajło” (ur. 4 listopada 1830 w Komarnie, zm. 25 maja 1919 we Lwowie) – polski pułkownik, dowódca oddziału partyzanckiego w powstaniu styczniowym.

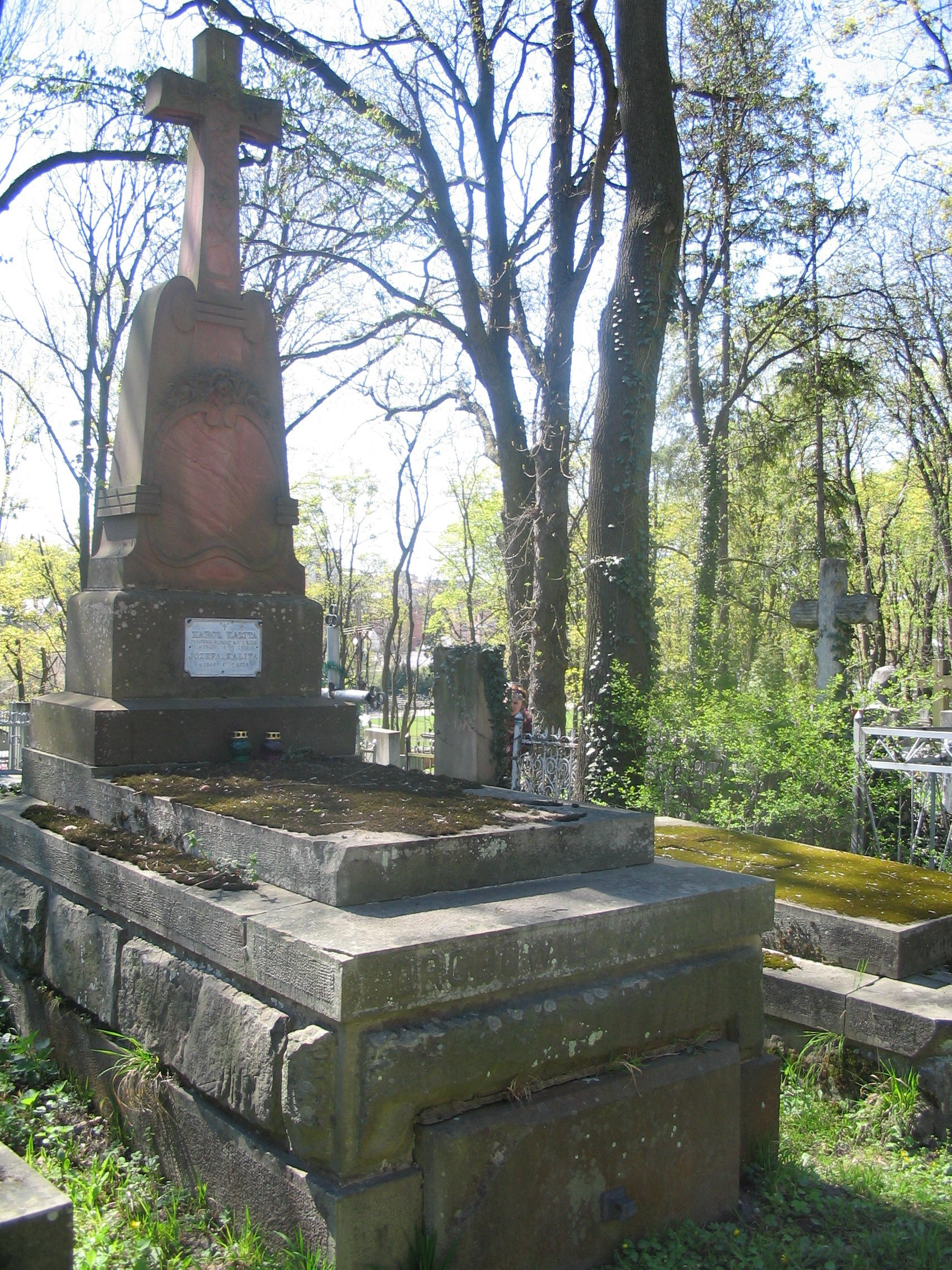
Nagrobek Karola Kality

## Życiorys
Jego rodzina pochodząca z Inflant osiedliła się w Galicji po III rozbiorze. Był synem Jana de Brenzenheim Kality (starosta brzozowski do około 1864) i Barbary z domu Komorowskiej.
Już jako szesnastoletni uczeń gimnazjalny brał udział w pracach konspiracyjnych, za co został w 1846 oddany do wojska. Zwolniony w 1847 wrócił do szkół, ale na krótko, gdyż w kwietniu1849 zaciągnął się do legionu Józefa Wysockiego i pod jego sztandarami brał udział w powstaniu węgierskim (1848-1849). Mimo amnestii, po powrocie do kraju został aresztowany i wcielony znów do wojska austriackiego, w którym dosłużył się stopnia nadporucznika, biorąc udział w wojnie włoskiej 1859. Na wieść o wybuchu powstania w Królestwie Polskim pośpieszył z 12. kolegami oficerami swego pułku do ojczyzny i oddał się do dyspozycji władz narodowych.
Został mianowany majorem i skierowany do powiatu stopnickiego. Był organizatorem pułku stopnickiego, który wchodził w skład dywizji sandomierskiej korpusu gen. Józefa Hauke-Bosaka.
Stoczył kilka zwycięskich bitew z Rosjanami, m.in. pod Mierzwinem (5 grudnia 1863), 9 grudnia 1863 pod Hutą Szczeceńską (Szczecno, Ujny, Chmielnik),  pod Lubienią i Iłżą (17 stycznia 1864). Po tej ostatniej bitwie został awansowany na pułkownika. W przegranej bitwie pod Radkowicami (23 stycznia 1864) podczas ostrzału, życie uratował mu jego adiutant Leon Kahane, poległy wskutek odniesionych ran. Z powodu choroby nie uczestniczył w bitwie opatowskiej, w której rozbity został jego pułk. 
Po upadku powstania udał się na emigrację do Turcji, skąd w 1871 wrócił do Lwowa. Ostatecznie znalazł pracę w szpitalu psychiatrycznym i ustatkował się.
Zmarł doczekawszy wolnej Polski. Został pochowany na cmentarzu Łyczakowskim w sektorze nr 75, opodal Cmentarza Orląt Lwowskich.
Jest autorem książki Ze wspomnień krwawych walk, w której zawarł wspomnienia z kampanii powstańczej.
Zachowały się do naszych czasów jego dwie szable:
1. znajdująca się w Muzeum Wojska Polskiego w Warszawie; austriacka szabla kawaleryjska wz. 1850, z klingą ozdobioną nakładanym złotym wizerunkiem Tadeusza Kościuszki, datą 1794 i napisem: W twoją dzielną, bitną dłoń, wdzięczni bracia dają broń. Bij jak dotąd mężnie wroga, za Ojczyznę w imię Boga oraz Dzielnemu Rębajle życzliwi rodacy 1864.
2. znajdująca się w Muzeum Narodowym w Krakowie; rosyjska szabla kawaleryjska wz. 1826, z inkrustowanym srebrem napisem po prawej stronie klingi: W Imię Boga Dobądź Szabli / A Moskali Wezmą Diabli, a po lewej stronie umieszczono dedykacje: Od Przyjaciół Rembajle [!] 1864.